# David Ricardo
David Ricardo (Londres, Anglaterra, 18 d'abril de 1772 — Gatcombe Park, Gloucestershire, 11 de setembre de 1823) fou un economista britànic. Fou un dels economistes clàssics més influents, juntament amb Thomas Malthus, Adam Smith i James Mill. Fou també un polític, membre del Parlament del Regne Unit, així com home de negocis, financer i especulador i amassà una fortuna considerable.

## Biografia
Fou el tercer fill de disset d'una família jueva sefardita originària de Portugal que emigrà dels Països Baixos a Anglaterra poc abans del seu naixement. A l'edat de 14 anys, Ricardo començà a treballar amb el seu pare a la Borsa de Londres.
Ricardo refusà les creences ortodoxes jueves de la seva família i a l'edat de 21 anys fugí amb Priscilla Anne Wilkinson que pertanyia a la comunitat quàquer. El seu pare es disgustà tant que mai més tornà a dirigir-li la paraula. Per aquella època Ricardo esdevingué un unitarista.
La feina de Ricardo a la borsa li permeté retirar-se de món dels negocis el 1814 a l'edat de 42 anys. Llavors comprà la propietat de Gatcombe Park a Gloucestershire i se n'hi anà a viure.
El 1819, Ricardo comprà un seient al parlament britànic com a representant de Portarlington (Irlanda). Ocupà aquest seient fins a la seva mort el 1823. Com a membre del parlament promogué el lliurecanvisme i s'oposà a les lleis dels cereals (Corn Laws), que penalitzaven la importació de gra. Morí a l'edat de 51 anys.
Ricardo fou íntim amic de James Mill, que l'encoratjà en la seva participació política i en els seus escrits econòmics. Altres amics notables foren Thomas Malthus i Jeremy Bentham.

## Obra

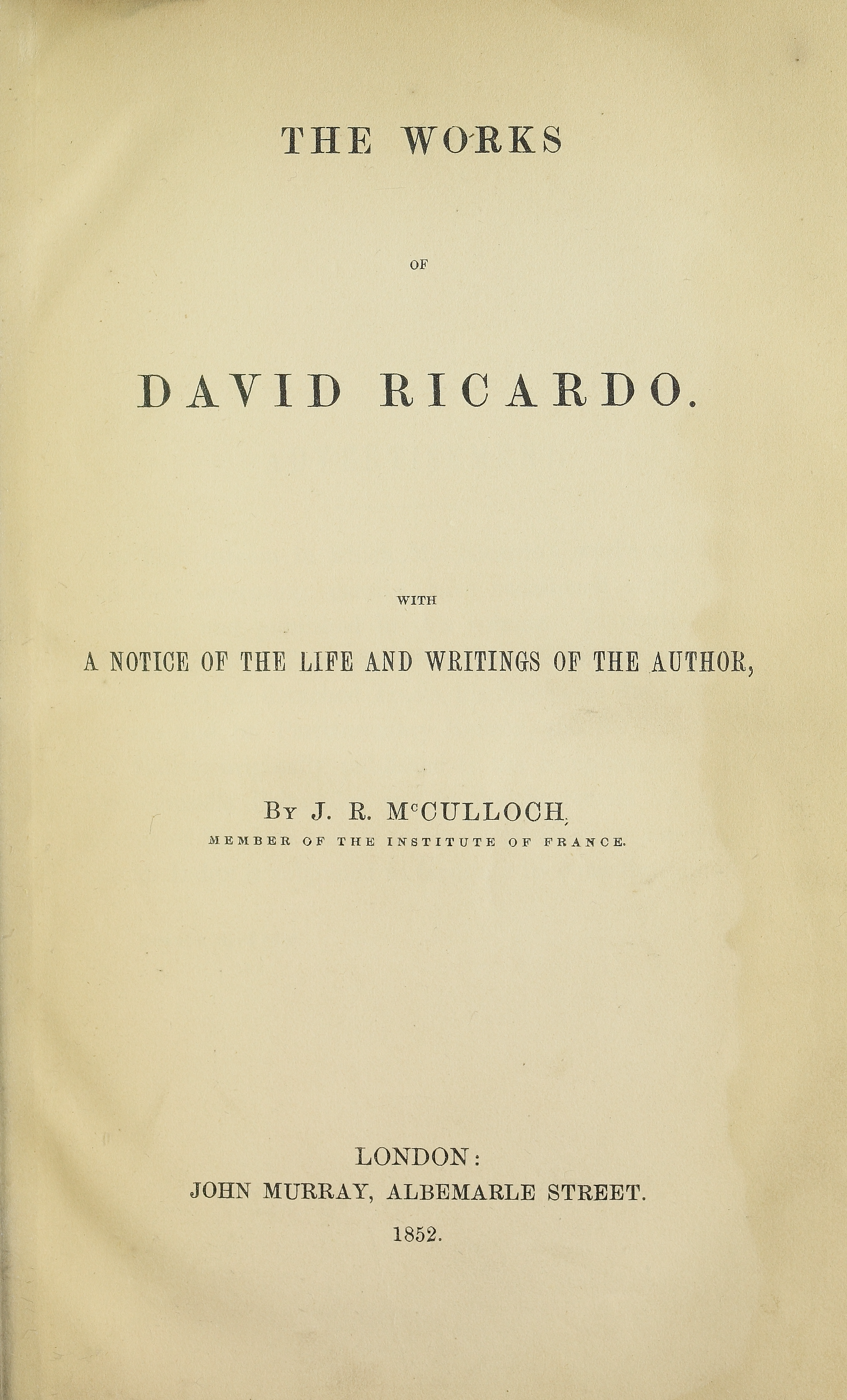
Works, 1852

Ricardo s'interessà per l'economia després de llegir l'obra d'Adam Smith "La riquesa de les nacions" el 1799. Les seves publicacions inclouen:
- "L'alt preu dels lingots, una prova de la depreciació dels bitllets bancaris" (The High Price of Bullion, a Proof of the Depreciation of Bank Notes, 1810), en la qual apostava per l'adopció d'una moneda metàl·lica.:)
- "Assaig sobre la influència dels preus baixos del blat en els beneficis borsaris" (Essay on the Influence of a Low Price of Corn on the Profits of Stock, 1815), en el qual argumentava que abolir les "Corn Laws" portaria més riquesa als membres productius de la societat.
- "Principis de política econòmica i impostos" (Principles of Political Economy and Taxation, 1817), una anàlisi que els preus del lloguer de la terra augmenten a mesura que augmenta la població. També exposa la teoria de l'avantatge comparatiu que mostra com totes les nacions poden beneficiar-se del lliure comerç, fins i tot en el cas en què una nació sigui menys eficient en la producció de tots els béns que no pas els seus socis comercials.

## Idees
Va escriure el seu primer article econòmic als 37 anys, primer a The Morning Chronicle defensant la reducció de l'emissió de notes del Banc d'Anglaterra i després publicant "L'alt preu dels lingots, una prova de la depreciació dels bitllets bancaris” el 1810.
També era un abolicionista, parlant en una reunió del tribunal de la Companyia Britànica de les Índies Orientals el març de 1823, on va dir que considerava l'esclavitud com una taca sobre el caràcter de la nació.

### Banca
Adam Smith va argumentar que una banca comercial lliure, com el sistema bancari a Escòcia, que no tenia banc central quan es va escriure Wealth of Nations el 1776, era favorable al creixement econòmic. Escrivint poques dècades més tard, Ricardo va defensar un banc central, una causa que van assumir els seus estudiants, inclòs John Stuart Mill, que era conegut per afavorir polítiques "laissez-faire" arreu, excepte a la banca.

Ricardo va escriure "Pla per a la creació d'un banc nacional" (Plan for the Establishment of a National Bank) el 1824 defensant l'autonomia del banc central com a emissor de diners. Ricardo proposava que una proporció d'or i de bons del Tresor i un dret fixe (actiu) contra el govern assegurarien la liquiditat del banc central:
"El públic, o el Govern en nom del públic, està en deute amb el Banc en una suma de diners superior a la quantitat total de bitllets bancaris en circulació; perquè el Govern no només deu al Banc quinze milions, el seu capital original, que es presta amb un 3% d'interessos, però també molts milions més que s'avancen en factures de l'erari públic, en pagament de pensions i en altres valors. És evident, per tant, que si el propi Govern fos l'únic emissor de paper moneda en lloc de demanar-lo en préstec al Banc, l'única diferència seria respecte als interessos: el Banc deixaria de rebre interessos i el Govern ja no els pagaria; però totes les altres classes de la comunitat estarien exactament en la mateixa posició en què es troben ara".

### Teoria del valor
L'obra més famosa de Ricardo és el seu "Principis de política econòmica i impostos" (1817). Va avançar una teoria del valor treball:
El valor d'una mercaderia, o la quantitat de qualsevol altra mercaderia per la qual canviarà, depèn de la quantitat relativa de treball que sigui necessària per a la seva producció i no de la major o menor compensació que es paga per aquest treball.
Nota de Ricardo a la secció VI:
Sembla que el Sr.Malthus creu que és una part de la meva doctrina, que el cost i el valor d'una cosa siguin els mateixos; - És així, si vol dir per cost, "cost de producció" inclòs el benefici.

### Lloguer
Ricardo va contribuir al desenvolupament de les teories de la renda, els salaris i els beneficis. Va definir lloguer com "la diferència entre els productes obtinguts per l'ocupació de dues quantitats iguals de capital i treball". Ricardo creia que el procés de desenvolupament econòmic, que va augmentar l'ús de la terra i, finalment, va conduir al cultiu de terres més pobres, beneficiava principalment als propietaris. Segons Ricardo, aquesta prima sobre el "valor social real" que es recull a causa de la propietat constitueix un valor per a un individu, però en el millor dels casos és un retorn monetari en paper a la "societat". Ricardo etiqueta com a "lloguer" la part d'aquest benefici purament individual que acumula els recursos escassos.

### Salaris i beneficis
La llei de ferro dels salaris afirma que el salari real dels treballadors romandrà sempre proper al nivell de subsistència malgrat qualsevol intent d'augmentar els salaris.
A la seva "teoria del benefici", Ricardo va afirmar que, a mesura que augmenten els salaris reals, els beneficis reals disminueixen perquè els ingressos per la venda de productes manufacturats es divideixen entre beneficis i salaris. Va dir en el seu "Assaig sobre els beneficis": "Els beneficis depenen dels salaris alts o baixos, els salaris del preu dels productes necessaris i el preu dels articles bàsics principalment del preu dels aliments".

## Teoria ricardiana del comerç internacional
Entre el 1500 i el 1750 la majoria dels economistes van defensar el mercantilisme que va promoure la idea del comerç internacional amb l'objectiu de guanyar lingots mitjançant l'excedent comercial amb altres països. Ricardo va desafiar la idea que el propòsit del comerç era merament acumular or o plata. Amb l' "avantatge comparatiu" Ricardo va argumentar a favor de l'especialització de la indústria i el lliure comerç. Va suggerir que l'especialització de la indústria combinada amb el lliure comerç internacional sempre produeix resultats positius. Aquesta teoria es va expandir en el concepte d'avantatge absolut.
Ricardo va , fins i tot si un país és més competitiu en totes les àrees que el seu homòleg comercial i que una nació hauria de concentrar recursos només en indústries on tingui un avantatge comparatiu, que es troba en aquelles indústries en què té una major eficiència de producció respecte als seus propis usos alternatius dels recursos, en lloc de les indústries on té un avantatge competitiu en comparació amb les nacions rivals. Ricardo va suggerir que les indústries nacionals que eren, de fet, lleugerament rendibles i marginalment competitives internacionalment, haurien de ser abandonades a favor de les indústries que fan un millor ús dels recursos limitats, suposant que el creixement econòmic posterior degut a un millor ús dels recursos compensaria amb escreix qualsevol dislocació econòmica a curt termini que resultaria de tancar indústries nacionals lleugerament rendibles i marginalment competitives.
Ricardo va intentar demostrar teòricament que el comerç internacional sempre és beneficiós. Paul Samuelson va anomenar els números utilitzats en l'exemple de Ricardo relacionat amb el comerç entre Anglaterra i Portugal com a "quatre números màgics". "Tot i que els portuguesos podien produir tant roba com vi amb menys quantitat de mà d'obra, Ricardo va suggerir que a tots dos països els beneficiaria del comerç entre ells".

### Avantatge comparatiu
La teoria del comerç internacional de Ricardo va ser reformulada per John Stuart Mill. El terme "avantatge comparatiu" va ser iniciat per J.S. Mill i els seus contemporanis.
John Stuart Mill va iniciar un gir neoclàssic de la teoria del comerç internacional, és a dir, la seva formulació va ser heretada per Alfred Marshall i altres i va contribuir a la resurrecció del concepte anti-ricardià de la llei de l'oferta i la demanda i va induir l'arribada de la teoria neoclàssica del valor.

### Nova interpretació
Els quatre números màgics de Ricardo s'han interpretat durant molt de temps com una comparació de dues relacions de coeficients de treball (o d'altres aportacions en subministrament fix). Aquesta interpretació és ara considerada massa simplista pels economistes moderns. El tema va ser redescobert per Roy J. Ruffin el 2002 i reexaminat i explicat amb detall per Andrea Maneschi el 2004. L'enfocament més flexible es coneix ara com a "nova interpretació", tot i haver estat esmentat anteriorment per P. Sraffa a 1930 i de Kenzo Yukizawa el 1974. La nova interpretació permet una lectura totalment nova dels Principis d'economia política i tributació de Ricardo pel que fa a la teoria del comerç, tot i que no modifica les matemàtiques de l'assignació òptima de recursos.

### Proteccionisme
Igual que Adam Smith, Ricardo va ser un oponent del proteccionisme per a les economies nacionals, especialment per a l'agricultura. Creia que les lleis britàniques que imposaven aranzels als productes agrícoles (Corn Laws), asseguraven que es cultivarien terres domèstiques menys productives i que les rendes augmentarien (Case & Fair 1999, pàg. 812, 813). Així, els beneficis es dirigirien als propietaris i s'allunyarien dels capitalistes industrials emergents. Ricardo creia que els propietaris tendien a malgastar la seva riquesa en luxes en lloc d'invertir. Creia que les Corn Laws conduïen a l'estancament de l'economia britànica. El 1846, el seu nebot John Lewis Ricardo, MP per a Stoke-upon-Trent, va defensar el lliure comerç i la derogació de les Corn Laws.
L'anàlisi empírica moderna de les Corn Laws dona resultats mixtos. El Parlament va derogar les Corn Laws el 1846.

### Canvi tecnològic
Ricardo estava preocupat per l'impacte del canvi tecnològic en la mà d'obra a curt termini. El 1821 va escriure que s'havia "convençut que la substitució de maquinària per treball humà sovint és molt perjudicial per als interessos de la classe treballadora" i que "l'opinió de la classe treballadora que l'ocupació de maquinària és sovint perjudicial per als seus interessos, no es basa en prejudicis i errors, sinó que s'adapta als principis correctes de l'economia política."

### Crítica a la teoria del comerç ricardiana
El mateix Ricardo va ser el primer a reconèixer que l'avantatge comparatiu és una teoria de domini específica, és a dir, que s'aplica només quan es compleixen determinades condicions. Ricardo va assenyalar que la teoria només s'aplica en situacions en què el capital és immòbil. Respecte al seu famós exemple, va escriure:
"sens dubte seria avantatjós per als capitalistes [i els consumidors] d'Anglaterra ... [que] el vi i la tela s'haurien de fabricar a Portugal [i] que el capital i el treball anglesos emprats en la fabricació de teles haurien de ser traslladats a Portugal amb aquest propòsit. 
Ricardo va reconèixer que aplicar la seva teoria en situacions on el capital era mòbil resultaria en deslocalització i, per tant, en disminució econòmica i en pèrdua d'ocupació. Per corregir això, va argumentar que (i) la majoria dels propietaris estaran satisfets amb una baixa taxa de beneficis al seu propi país, en lloc de buscar una ocupació més avantatjosa per a la seva riquesa en països estrangers, i (ii) el capital era funcionalment immòbil. 
L'argument de Ricardo a favor del lliure comerç també ha estat atacat per aquells que creuen que la restricció comercial pot ser necessària per al desenvolupament econòmic d'una nació. Utsa Patnaik afirma que la teoria ricardiana del comerç internacional conté una fal·làcia lògica. Ricardo va suposar que en ambdós països es poden produir dos béns i en realitat es produeixen, però els països desenvolupats i subdesenvolupats solen intercanviar aquells béns que no són produïbles al seu propi país. En aquests casos, no es pot definir quin país té avantatges comparatius.
Els crítics també argumenten que la teoria d'avantatge comparatiu de Ricardo és defectuosa ja que assumeix que la producció és contínua i absoluta. Al món real, esdeveniments fora del control humà (per exemple, desastres naturals) poden alterar la producció. En aquest cas, l'especialització podria paralitzar un país que depèn de les importacions de països estrangers, naturalment afectats. Per exemple, si un país amb base industrial canvia els seus productes manufacturats amb un país agrari a canvi de productes agrícoles, un desastre natural al país agrícola (per exemple, sequera) pot provocar la fam del país industrial.
Com va assenyalar Joan Robinson, després de l'obertura del lliure comerç amb Anglaterra, Portugal va suportar segles de subdesenvolupament econòmic: "la imposició del lliure comerç a Portugal va matar una prometedora indústria tèxtil i la va deixar amb un mercat d'exportació de creixement lent, com el vi, mentre que per a Anglaterra, les exportacions de peces de roba de cotó va provocar l'acumulació, la mecanització i tot el creixement en espiral de la revolució industrial". Robinson va argumentar que l'exemple de Ricardo requeria que les economies estiguessin en posicions estàtiques d'equilibri amb plena ocupació i que no hi pogués haver ni un dèficit ni un superàvit comercial. Aquestes condicions, va escriure, no eren rellevants per al món real. També va argumentar que les matemàtiques de Ricardo no tenien en compte que alguns països poden estar en diferents nivells de desenvolupament i que això plantejava la perspectiva d'un "intercanvi desigual" que podria obstaculitzar el desenvolupament d'un país, com hem vist en el cas de Portugal.

L'economista del desenvolupament Ha-Joon Chang desafia l'argument que el lliure comerç beneficia tots els països:

La teoria de Ricardo té tota la raó, dins dels seus estrets límits. La seva teoria diu correctament que, "acceptant els seus nivells actuals de tecnologia", és millor que els països s'especialitzin en coses en què són relativament millors. Això no és discutible. La seva teoria falla quan un país vol adquirir tecnologies més avançades, és a dir, quan vol desenvolupar la seva economia. Es necessita temps i experiència per absorbir les noves tecnologies, de manera que els productors tecnològicament endarrerits necessiten un període de protecció de la competència internacional durant aquest període d'aprenentatge. Aquesta protecció és costosa, perquè el país renuncia a la possibilitat d'importar millors productes i més econòmics. Tot i això, és un preu que s'ha de pagar si es volen desenvolupar indústries avançades. La teoria de Ricardo és, així, vista per a aquells que accepten el statu quo, però no per a aquells que vulguin canviar-la.

## Equivalència ricardiana
Una altra idea associada a Ricardo és l'equivalència ricardiana, un argument que suggereix que en algunes circumstàncies l'elecció d'un govern sobre com pagar la despesa pública (és a dir si utilitza impostos o bé emet deute i té un dèficit) pot no tenir cap efecte sobre l'economia. Això es deu al fet que el públic estalvia l'excés de diners per pagar els augments fiscals previstos en un futur que s'utilitzaran per pagar el deute. Ricardo assenyala que la proposta està implícita teòricament per part dels contribuents racionals, però que, atès que els contribuents no actuen tan racionalment, la proposta no és certa en la pràctica. Així, tot i que la proposta porta el seu nom, sembla que ell mateix no ho cregués. L'economista Robert Barro és el responsable del seu protagonisme modern.